# Osaka (police de caractères)
Pour les articles homonymes, voir Osaka.
Osaka et Osaka Mono sont des polices de caractères japonaises utilisées par Apple dans OS X.
La police Osaka à chasse proportionnelle utilise les glyphes de la police Geneva pour les caractères latins et de la police Heisei Kaku Gothic W5 pour les caractères japonais.
La police Osaka Mono à chasse fixe utilise les glyphes de la police Monaco.